# Lepthyphantes kenyensis
Lepthyphantes kenyensis este o specie de păianjeni din genul Lepthyphantes, familia Linyphiidae, descrisă de Bosmans, 1979.
Este endemică în Kenya. Conform Catalogue of Life specia Lepthyphantes kenyensis nu are subspecii cunoscute.